# Mateusz Sierant
Mateusz Sierant (ur. 1988) – polski tancerz. Solista baletu Teatru Wielkiego w Poznaniu.

## Życiorys
Absolwent Ogólnokształcącej Szkoły Baletowej im. Olgi Sławińskiej-Lipczyńskiej w Poznaniu. Brał udział w licznych konkursach baletowych w Polsce i za granicą m.in. w VI Ogólnopolskim Konkursie Baletowym „Złote Pointy 2007” na najlepszego absolwenta polskich szkół baletowych w 2007 roku, Międzynarodowym Konkursie Baletowym w Paryżu (laureat III miejsca).
Po ukończeniu szkoły baletowej w 2007 roku zatrudnił się w Teatrze Wielkim w Poznaniu na
stanowisku koryfeja baletu, rok później awansował na solistę baletu.

## Najważniejsze role
- „Coppélia” – Franz
- „Romeo i Julia” – Romeo i Benvolio
- „Dziadek do orzechów” – Książę
- „Harnasie” – Młody
- „Mity” – Narcyz

Tańczył również solowe partie w takich widowiskach jak Wieczór Karola Szymanowskiego, Polski Wieczór Baletowy.